# Ñacunday (Paraguay)
Ñacunday es un distrito ubicado en el departamento de Alto Paraná. Se encuentra ubicado a unos 70 km de la capital departamental Ciudad del Este y a unos 394 km de Asunción. Fue creado el 7 de diciembre de 1973 por Ley N.º 426 y era conocida anteriormente como Puerto Paranambú; la actividad principal de la zona se enfoca en la agricultura. Bordeado por el río Paraná, tiene como principal atracción natural el parque nacional Ñacunday.

## Historia
En la época colonial pertenecía a la empresa la Industrial Paraguaya, y era conocida como Puerto Paranambú, zona de obreros, donde se explotaba la madera y los yerbales.

## Costumbres
Los obreros se alimentaban en la época colonial de carne de vacuno y de animales silvestres, pescado, acompañados del reviro. El reviro es una tradición que sigue vigente hasta la fecha en el distrito de Ñacunday. El distrito de Ñacunday fue creado por Ley N.º 426, del 7 de diciembre de 1973, siguiéndole con la creación de los distritos de Santa Rosa del Monday e Iruña.

## Economía
Esta localidad se dedican al cultivo en gran escala de la soja, trigo y maíz. y minoritariamente al plantío de frutas, como la naranja, la mandarina, el pomelo, durazno.
También se realiza la plantación de menta (creación de esencia) y la yerba mate, como así también a los productos tradicionales de autoconsumo, como la mandioca, poroto, maíz, maní; y la cría de gallinas, patos, guineas, ganado vacuno, para la producción de leche y queso.